# 乌萨纳
乌萨纳（義大利語：Ussana），是意大利撒丁大区南撒丁省的一个市镇。总面积32.85平方公里，人口4174人，人口密度127.1人/平方公里（2009年）。ISTAT代码为092088。